# 타인의 삶
《타인의 삶》(독일어: Das Leben der Anderen)은 2006년 3월 23일 개봉된 플로리안 헨켈 폰 도너스마르크가 감독한 독일 영화이다. 타인의 삶은 주인공인 비밀경찰 대위 비슬러의 시선을 통해 동독의 비인간적이고 억압적이었던 인권탄압을 다루고 있다. 울리히 뮈헤가 슈타지 대위 게어드 비슬러 역을 맡았으며, 울리히 투쿠르가 비슬러의 상관인 안톤 그루비츠를, 세바스티안 코흐가 게오르기 드라이만을, 마르티나 게데크이 드라이만의 애인이자 배우인 크리스타 지랜드를 연기했다.
2006년 3월 23일 독일에서 처음으로 개봉해, 그해 독일 영화상에서 11개 부문에 걸쳐 수상 후보에 올랐으며 최우수 영화, 감독, 각본, 배우, 조연상 등 7개 부문에서 수상하는 기록을 세웠다. 이 영화의 제작비는 200만 달러이다. 독일에서는 2백만 달러의 수익을 거두었고, 흥행수익은 2007년 11월 기준으로 7700만 달러 이상이다.

## 줄거리
1986년, 동독 정부는 비밀경찰인 슈타지를 이용, 국민들을 철저히 감시하고 있었다. 슈타지는 10만명의 직원과 20만명의 정보원을 통해 국민들을 감시했으며, 이는 동독 국민 4명당 1명에 해당하는 수치였다.
동독 국가안전부 소속 게어드 비슬러 대위는 슈타지 본부에서 근무하고 있었다. 냉철한 성격을 가진 그는 상관인 안톤 그루비츠 중령으로부터 유명한 극작가인 게오르기 드라이만을 감시하라는 임무를 부여받았다. 비슬러는 드라이만의 집 다락에 감청장비를 설치하고 드라이만의 사생활을 낱낱이 감시한다.
비슬러는 드라이만을 감시하면서, 드라이만을 감시하는 진짜 이유가 드라이만의 사상성 때문이 아니라는 것을 깨닫는다. 문화부 장관인 브루노 헴프는 드라이만과 동거하던 애인인 크리스타 마리아 지랜드를 탐내고 있었기에 슈타지의 인맥을 이용해 드라이만을 제거하려 하고 있었다.
비슬러는 드라이만과 크리스타를 감시하면서 두 사람이 서로를 깊이 사랑하고 있다는 것을 알게 되고, 아울러 크리스타가 장관과 성관계를 가지고 있다는 것을 눈치챘다. 크리스타는 장관과의 성관계를 거부하려 하지만, 장관이 자신의 배우 경력을 파멸시킬 것을 두려워해 드라이만에게는 말하지 않고 있었다. 비슬러는 드라이만을 의도적으로 바깥으로 불러내 크리스타가 문화부 장관의 차에서 내리는 장면을 목격하게 한다. 이 후 크리스타가 다시 나가려 하자, 드라이만은 "당신은 그가 필요없다"며 만류한다. 하지만 크리스타는 어떤 연극을 올리고 누가 연기할지 정하는 것은 정부라며 그렇기 때문에 나간다고 한다. 비슬러는 술집을 찾아가 보드카를 마시고, 잠시 후 크리스타가 들어온다. 비슬러는 크리스타에게 자신이 그녀의 팬이라고 말하며 "당신은 이미 위대한 예술가이니, 그것을 핑계로 당신이 아닌 것을 하지 말라" 고 충고한다.
비슬러는 점점 자신이 하고 있는 일의 정당성에 회의를 품게 되고, 자신의 신념이 무엇인지를 성찰하게 된다. 드라이만의 생일 파티에서 그의 친구인 알베르트 예스카는 선물로 "선한 사람을 위한 소나타"라는 악보를 드라이만에게 건넨다. 예스카는 자신이 정부에게 요주의 인물로 지목되어 있다고 말하고, 그로부터 얼마 뒤 스스로 목을 매어 자살한다. 그 소식을 들은 드라이만은 "선한 사람을 위한 소나타"를 피아노로 연주하고 그것을 헤드폰을 통해 들은 비슬러는 감동의 눈물을 흘린다. 예스카의 죽음에 드라이만은 자살율을 숨기고 있던 동독의 현실을 서독의 유명한 시사잡지였던 슈피겔에 폭로하기로 결심했다. 동독에서 모든 타자기는 정부에 등록되어 있었기 때문에, 드라이만은 서독에서 가져온 타자기로 글을 쓰기로 하고 타자기를 문간에 숨기고, 감시받고 있던 그의 친구 중 한 명을 서독으로 탈출시키기로 한다.
비슬러는 드라이만을 이 사실로 체포할 수 있었음에도 이를 국경 경비대에 알리지 않고 숨기고 드라이만의 행동을 거짓으로 보고했으며 그의 조수가 드라이만의 이상 행동을 눈치채지 못하도록 일부러 조수의 업무 시간을 줄였다. 비슬러는 드라이만의 생활을 지켜보면서 그동안 자신이 얼마나 공허한 인생을 살아왔는지를 깨닫게 되고 점점 인간적인 성격으로 변하기 시작했다.
서독의 잡지에 동독의 현실을 폭로하는 기사가 실리자, 동독 정부는 동독 작가가 기사를 쓴 사실을 알고 격노했다. 슈타지는 잡지사에 침투해 있던 요원을 통해 잡지 기사가 동독에 등록되지 않은 타자기로 쓰였다는 것을 알아냈다. 때마침 크리스타는 장관과의 관계를 거부했고, 격노한 장관은 그루비츠에게 크리스타를 끝내버리라고 지시했다. 장관은 크리스타가 불법적으로 약을 사용하고 있음을 슈타지에게 알리고, 슈타지는 크리스타가 치과의사로부터 불법적으로 약을 사는 현장을 덮쳐 크리스타를 잡아들였다. 더 이상 배역을 맡지 못하게 하겠다는 협박에, 크리스타는 드라이만이 잡지 기사를 쓴 인물이라고 털어놓는다. 슈타지는 수색조를 꾸려 드라이만의 아파트를 수색하지만 드라이만이 숨긴 타자기를 찾는 데는 실패한다.
드라이만의 집수색이 실패하자, 그루비츠는 비슬러에게 크리스타를 심문할 것을 지시한다. 그루비츠는 만약 비슬러가 심문에 실패할 경우 비슬러도 강등시키겠다고 말하고, 비슬러는 크리스타를 심문하러 심문실로 들어간다. 비슬러가 들어오자 크리스타는 비슬러가 술집에서 자신의 팬이라고 했던 사람임을 깨달았다. 크리스타는 비슬러의 심문에 타자기가 문간에 숨겨져 있다고 대답하고, 슈타지의 정보원이 되겠다고 말한다.
슈타지는 다시 드라이만의 타자기를 찾으러 드라이만의 집으로 향했다. 그루비츠 중령은 드라이만의 집을 수색하던 도중, 드라이만의 타자기가 숨겨져 있는 위치를 수색할 것을 지시한다. 드라이만은 크리스타가 타자기의 위치를 말했다는 것을 알게 되고, 크리스타는 아파트 밖으로 뛰쳐나가 트럭에 달려들어 자살한다. 크리스타는 자신에게 달려온 비슬러에게 자신의 죄책감을 드러내며 죽음을 맞이하고, 뒤이어 달려온 드라이만은 크리스타의 죽음에 흐느낀다. 한편, 그루비츠는 비슬러가 의도적으로 작전을 방해했다는 것을 깨닫고 비슬러를 한직으로 강등시킨다. 그루비츠는 비슬러가 은퇴할 때까지 평생 한직에서 일해야 할 것이라고 말하고, 비슬러는 어두운 지하실에서 편지를 검열하는 업무를 맡게 된다.
그로부터 4년 8개월 뒤, 비슬러는 편지를 검열하던 도중 같이 일하던 동료로부터 베를린 장벽이 무너졌다는 소식을 듣는다. 비슬러는 슈타지의 권력이 사실상 끝났음을 직감하고 편지를 검열하는 일을 그만두고 어디론가 떠난다.
2년 뒤, 독일은 통일되었고, 드라이만은 극작가로 일하고 있다. 하지만 드라이만은 애인의 죽음에 대한 후유증으로 닥친 슬럼프를 극복하지 못하고 있었다. 어느날 드라이만은 우연히 문화부 장관이었던 헴프를 만나게 된다. 드라이만이 문화부 장관에게 자신을 감시하지 않았느냐고 묻자, 문화부 장관은 다른 누구보다 그를 철저히 감시했었으나 결국 증거를 포착하지 못했고 그 상태로 감시를 끝냈다고 말한다. 자신을 도청했다는 문화부 장관의 말에 드라이만은 집에 숨겨져 있던 감청장치를 발견하고, 자신이 철저히 감시당하고 있었던 상태라는 것을 알게 된다. 드라이만은 슈타지가 왜 자신을 감시했으면서 타자기를 숨기는 일을 눈치채지 못했는지 의문을 품게 되었다. 옛 슈타지 본부를 찾아가 자신에 대한 보고서를 읽은 드라이만은 크리스타가 자신의 타자기를 숨기지 않았다는 것을 알게 되었다. 드라이만은 자신을 감시한 요원(HGW/XX7)의 지문을 보고, 그가 의도적으로 드라이만을 보호했음을 깨달았다. 드라이만은 자신을 감시한 사람이 비슬러임을 알고 그를 찾아가지만, 이미 비슬러는 슈타지를 그만 둔 이후 우편배달부로 살아가고 있었다. 드라이만은 비슬러에게 선뜻 다가서지 못하고 가버린다.
다시 2년의 시간이 흐르고, 비슬러는 편지를 담은 수레를 몰고 서점 앞을 걸어가다가 드라이만의 새 소설인 "선한 사람을 위한 소나타"를 발견한다. 서점으로 들어간 그는 드라이만의 소설을 펼치고, 소설에는 '이 책을 'HGW/XX7'에게 바칩니다.'라는 문구를 발견한다. 비슬러는 책을 들고 와 계산대 앞에 서고, 선물로 포장할 것이냐는 점원의 질문에 대답한다.
```
"아니오. 이 책은 나를 위한 겁니다."
```

## 촬영
타인의 삶은 대부분 동베를린에서 촬영되었다. 영화에 나오는 슈타지 본부 건물은 실제 슈타지 본부로 쓰였던 건물이며, 지금은 슈타지 문서를 보관하는 기록소로 쓰이고 있다.
인상적인 마지막 장면에 나오는 칼 마르크스 서점은 현재 간판은 그대로 남아있지만 건축 회사 사무실로 사용되고 있다.

## 배역
- 울리히 뮈헤 - 비즐러
- 마르티나 게데크 - 크리스타
- 세바스티안 코치 - 드라이만
- 울리히 터커 - 그루비츠

## 한국판 성우진(MBC)
- 최한 - 비즐러(울리히 뮈헤)
- 구자형 - 드라이만(세바스티안 코치)
- 윤성혜 - 크리스타(마르티나 게데크)
- 이종혁 - 안톤 그루비츠(울리히 터커)
- 최석필 - 브루노 헴프 장관(토마스 디엠)
- 김호성 - 파울 하우저(한스 우베 바우어)
- 김태훈 - 알베르트 예르스카(볼크마르 클라이네르트) / 장관
- 송준석 - 그레고르 헤센슈타인(헤르베르트 크나우프) / 아나운서
- 이상범 - 칼(마티아스 브레너)
- 정재헌 - 학생(하이네르크 슈네만)
- 이원찬 - 죄수(바스티안 트로스트)
- 방성준 - 우도(찰리 휘브너)
- 양준건 - 학생(루트비히 블로흐베르거)
- 유상우 - 이웃집 아줌마(마리 그루버)